# Liste der Länderspiele der tadschikischen Futsalnationalmannschaft der Frauen
Die nachfolgende Liste enthält alle Länderspiele der tadschikischen Futsalnationalmannschaft der Frauen, die der Fußballverband von Tadschikistan, die Federatsijai futboli Toçikiston (FFT), im Jahr 2011 gegründet hat. Futsal ist die einzige von der FIFA anerkannte Variante des Hallenfußballs. Bisher wurde ein Länderspiel ausgetragen.

## Länderspielübersicht
Legende
- Erg. = Ergebnis
- n. V. = nach Verlängerung
- i. S. = im Sechsmeterschießen
- abg. = Spielabbruch
- H = Heimspiel
- A = Auswärtsspiel
- * = Spiel auf neutralem Platz
- Hintergrundfarbe grün = Sieg
- Hintergrundfarbe gelb = Unentschieden
- Hintergrundfarbe rot = Niederlage

| Nr.                    | Datum      | Erg. | Gegner       |   | Austragungsort | Anlass             | Bemerkungen |
| ---------------------- | ---------- | ---- | ------------ | - | -------------- | ------------------ | --- |
| 1                      | 08.09.2011 | 4:3  | Turkmenistan | * | Qarshi (UZB)   | Freundschaftsspiel | Erstes Spiel auf neutralem Platz Erster Sieg Erster Sieg auf neutralem Platz Höchster Sieg Höchster Sieg auf neutralem Platz Erstes Länderspiel gegen Turkmenistan |
| Stand: 24. August 2018 |            |      |              |   |                |                    | |

## Statistik
In der Statistik werden nur die offiziellen Länderspiele berücksichtigt.
Legende
- Sp. = Spiele
- Sg. = Siege
- Uts. = Unentschieden
- Ndl. = Niederlagen
- Hintergrundfarbe grün = positive Bilanz
- Hintergrundfarbe gelb = ausgeglichene Bilanz
- Hintergrundfarbe rot = negative Bilanz

### Gegner
| Land         | Kontinentalverband | Sp. | Sg. | Uts. | Ndl. | Torverhältnis |
| ------------ | ------------------ | --- | --- | ---- | ---- | ------------- |
| Turkmenistan | AFC                | 1   | 1   | 0    | 0    | 4:3           |
| Gesamt       | Gesamt             | 1   | 1   | 0    | 0    | 4:3           |

### Kontinentalverbände
| Kontinentalverband                 | Sp. | Sg. | Uts. | Ndl. | Torverhältnis |
| ---------------------------------- | --- | --- | ---- | ---- | ------------- |
| AFC (Asien)                        | 1   | 1   | 0    | 0    | 4:3           |
| CAF (Afrika)                       | 0   | 0   | 0    | 0    | 0:0           |
| CONCACAF (Nord- und Mittelamerika) | 0   | 0   | 0    | 0    | 0:0           |
| CONMEBOL (Südamerika)              | 0   | 0   | 0    | 0    | 0:0           |
| OFC (Ozeanien)                     | 0   | 0   | 0    | 0    | 0:0           |
| UEFA (Europa)                      | 0   | 0   | 0    | 0    | 0:0           |
| Gesamt                             | 1   | 1   | 0    | 0    | 4:3           |

### Anlässe
| Anlass              | Sp. | Sg. | Uts. | Ndl. | Torverhältnis |
| ------------------- | --- | --- | ---- | ---- | ------------- |
| Freundschaftsspiele | 1   | 1   | 0    | 0    | 4:3           |
| Gesamt              | 1   | 1   | 0    | 0    | 4:3           |

### Spielarten
| Spielart                       | Sp. | Sg. | Uts. | Ndl. | Torverhältnis |
| ------------------------------ | --- | --- | ---- | ---- | ------------- |
| Heimspiele (H)                 | 0   | 0   | 0    | 0    | 0:0           |
| Spiele auf neutralem Platz (*) | 1   | 1   | 0    | 0    | 4:3           |
| Auswärtsspiele (A)             | 0   | 0   | 0    | 0    | 0:0           |
| Gesamt                         | 1   | 1   | 0    | 0    | 4:3           |

### Austragungsorte
| Austragungsort | Land       | Sp. | Sg. | Uts. | Ndl. | Torverhältnis |
| -------------- | ---------- | --- | --- | ---- | ---- | ------------- |
| Qarshi         | Usbekistan | 1   | 1   | 0    | 0    | 4:3           |
| Gesamt         | Gesamt     | 1   | 1   | 0    | 0    | 4:3           |

### Spielergebnisse
|      | Gegentore | Gegentore | Gegentore | Gegentore |
| Tore | 0         | 1         | 2         | 3         |
| ---- | --------- | --------- | --------- | --------- |
| 0    | -         | -         | -         | -         |
| 1    | -         | -         | -         | -         |
| 2    | -         | -         | -         | -         |
| 3    | -         | -         | -         | -         |
| 4    | -         | -         | -         | 1         |